# Équipe d'Italie de rugby à sept
L'équipe d'Italie de rugby à sept est l'équipe qui représente l'Italie dans les principales compétitions internationales de rugby à sept, notamment le World Rugby Sevens Series et la Coupe du monde de rugby à sept.

## Palmarès
Seven's Grand Prix Series de Rugby Europe :
- 2002 : n.p.
- 2003 : n.p.
- 2004 : 2e
- 2005 : 3e
- 2006 : 3e
- 2007 : 6e
- 2008 : 5e
- 2009 : 3e
- 2010 : 7e
- 2011 : 7e
- 2012 : 10e
- 2013 : 5e
- 2014 : 11e
- 2015 : 11e
- 2016 : 6e
- 2017 : 10e
- 2018 : 7e
- 2019 : 5e